# Ramot Remez
Ramot Remez (hebrejsky: רמות רמז, doslova Remezovy výšiny, též Ramat Remez, רמת רמז, Remezova výšina) je čtvrť v jihovýchodní části Haify v Izraeli. Nachází se v administrativní oblasti Ramot Neve Ša'anan, v pohoří Karmel.

## Geografie
Leží v nadmořské výšce přes 200 metrů, cca 4 kilometry jihovýchodně od centra dolního města. Na východě s ní sousedí čtvrť Šchunat Ziv, na západě Ramat Almogi, na severozápadě Ramat Sapir, na severu Ramat Chen a na jihu Ramat Alon. Zaujímá severní svahy Karmelu, které se svažují k pobřeží Haifského zálivu, přičemž na východě je ohraničena hlubokým údolím vádí Nachal Ben Dor, k severu vybíhají boční vádí povodí Nachal Giborim. Hlavní dopravní osou je ulice dr. Arthur Biram a Derech Chankin. Populace je židovská, bez arabského prvku.

## Dějiny
Její výstavba začala v letech 1949–1950, původně pro válečné veterány, pak pro nové přistěhovalce. Společně se sousední čtvrtí Ramat Sapir tvoří statistický distrikt, jehož plocha dosahuje 1,64 kilometru čtverečního. V roce 2008 tu žilo 9 720 lidí (z toho 8 800 Židů). Je pojmenována podle izraelského politika Davida Remeze.